# Automatisches Parkhaus
Ein automatisches Parksystem parkt Fahrzeuge mit Hilfe der Fördertechnik vertikal und/oder horizontal ein. Man kann hier zwischen teilautomatischen und vollautomatischen Systemen unterscheiden.
- Teilautomatische Systeme sind mit einer Totmannschaltung ausgestattet, da sich der Benutzer im Inneren des Systems befindet. Der Benutzer muss den Parkvorgang mittels stetigen Knopfdrucks steuern. Beispiele für teilautomatische Systeme sind Doppelparker oder Hubsysteme, Verschiebehubsysteme, Fahrersatzsysteme und einfache Drehscheibensysteme.

- Vollautomatische Systeme bieten keinen Zutritt ins Innere des Parksystems. Bei solchen, auch Parkregal genannten, Systemen ist Funktionsprinzip und Steuerlogik automatisierten Hochregallagersystemen entlehnt. Die Fahrzeuge werden dabei in einem Einfahrtbereich auf eine bewegliche Parkplattform gefahren, der Fahrer erhält eine Quittung für sein Fahrzeug, mit der er es später wieder abholen kann. Die Parkplattform oder Palette wird dann mit Hilfe von Verschiebeeinheiten und/oder Hubkränen automatisiert durch das System in einem freien Parkbereich abgestellt.

## Typen automatischer Parksysteme

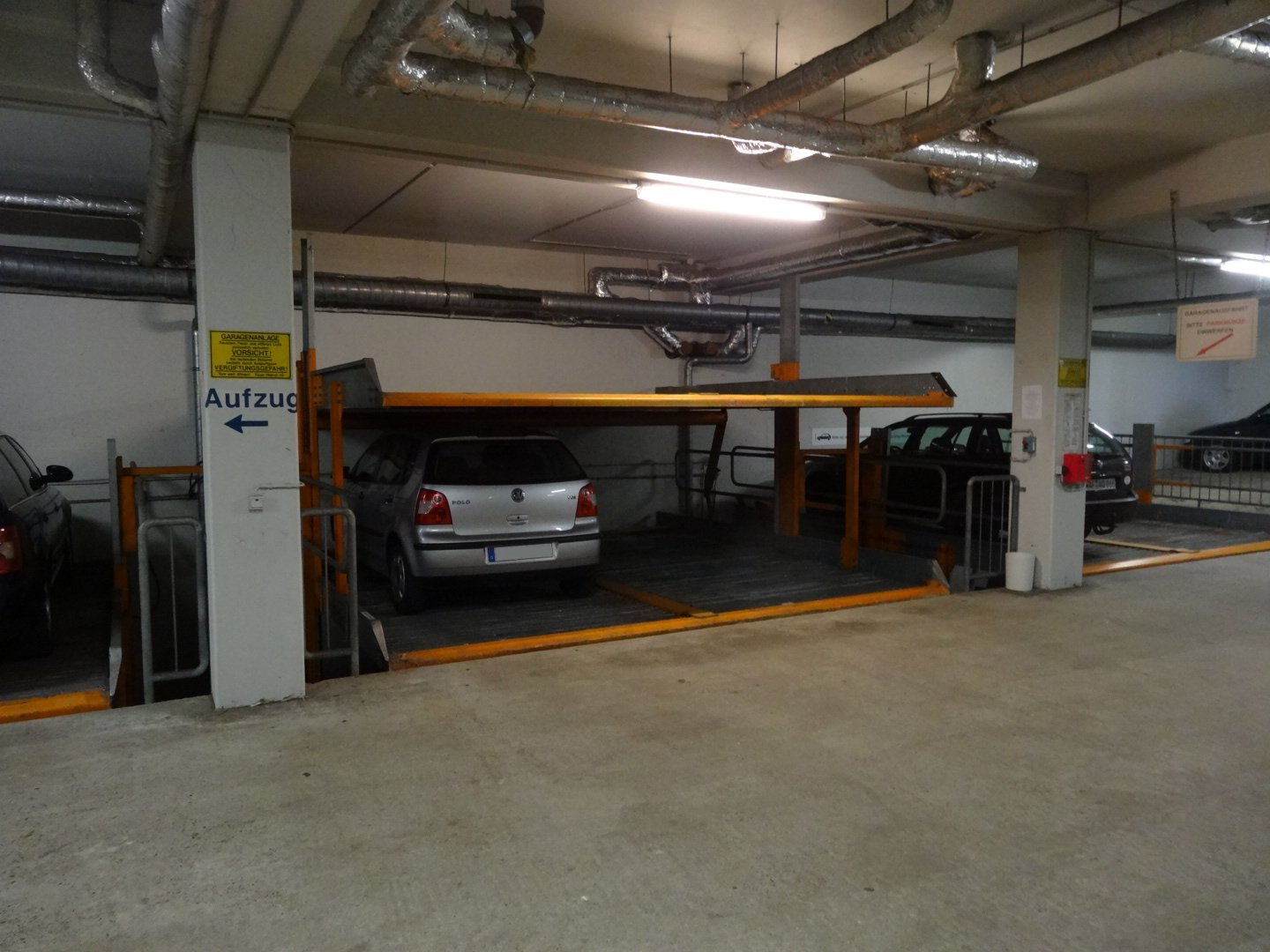
„Stapelparker“ in Bremer Hotel

Bereits 1937 wurde in Chicago der erste Parkpaternoster errichtet. Das System bot bis zu 22 Fahrzeugen Platz. Bei solchen Paternoster- bzw. Umlauf-Systemen zirkulieren die Fahrzeuge, bis das gewünschte Fahrzeug in der Ein- bzw. Ausfahrt bereitsteht. Vor allem in Japan sind solche Systeme verbreitet, da die geringe benötigte Grundfläche dem Platzmangel in japanischen Städten entgegenkommt. Auf einer Grundfläche von nur vier normalen Parkbuchten kann ein derartiger Parkturm mit einer Höhe von ca. 50 Metern ein Fassungsvermögen für bis zu 100 Autos bieten.
Eine horizontale Variante sind so genannte Umsetzsysteme. Auf jeder Parkebene wird eine Parklücke freigehalten. Das System verschiebt nun die Parkpaletten solange, bis das angeforderte Fahrzeug verfügbar ist.
Bei Parkregalsystemen gibt es wie bei den meisten vollautomatischen Systemen verschiedene Varianten. So haben Radialsysteme einen kreisförmigen Grundriss. In der Mitte befindet sich eine drehbare Fördereinrichtung, die das Fahrzeug vertikal mit Hilfe eines Krans oder einer Hubeinrichtung in die freie Parkbox befördert.
Gassensysteme haben einen rechteckigen Grundriss. Sie verwenden feststehende Regale und eine Shuttleeinheit, die das Fahrzeug innerhalb einer dazwischenliegenden Gasse horizontal und mit Hilfe eines Krans vertikal bewegt. Auf Höhe der entsprechenden Parkbox wird die Palette mit dem Fahrzeug in das Regal geschoben.
Eine Kombination aus feststehenden und verschiebbaren Regalen verwendet ein spezielles Parksystem in Dresden. Hier kommen wie im Gassensystem feststehende Regale zum Einsatz. Allerdings ist die Fahrgasse nicht ganz frei von Stellplätzen. Der Raum der Fahrgasse wird durch verschiebbare Hängeregale maximal genutzt. Diese Hängeregale sind um eine Parkeinheit kürzer als die Festregale. So ermöglicht das System die Beweglichkeit der Übergabeeinheit. Dadurch gewährleistet es schnellste Zugriffszeiten auf das jeweilige Fahrzeug bzw. auf die jeweilige Parkbox. Die Übergabeeinheit kann Fahrzeuge vertikal oder horizontal befördern und einlagern. Das System ist das derzeit größte öffentliche automatische Parksystem im deutschsprachigen Raum.
Palettenlose automatische Parksysteme werden überwiegend in trockenen Ländern eingesetzt. Das mit dem internationalen Hochhauspreis 2018 ausgezeichnete Torre Reforma beherbergt solch ein palettenloses Parksystem für 424 Stellplätze. Das vollautomatische Parkhaus wurde wie ein Rucksack an die Gebäudestruktur integriert.

## Vor- und Nachteile von vollautomatischen Parksystemen im Vergleich mit konventionellen Parklösungen
Hauptvorteil von Parkregalsystemen ist die sehr geringe erforderliche Erschließungsfläche im Verhältnis zur Parkfläche – notwendige Flächen für Ein- und Ausfahrt, Auf- und Abfahrt, zum Einparken sowie für Fußgänger können wegfallen, lediglich die für die Fördereinrichtung benötigte Grundfläche verbleibt. Bei zylinderförmigen Parkregalsystemen ist diese besonders gering, noch geringer jedoch bei den Paternoster-Anlagen. Daneben ist im Parkbereich keine Beleuchtung und Klimatisierung erforderlich, Parkregalsysteme können auch sehr gut unterirdisch gebaut werden, ohne dass dadurch die bei Tiefgaragen, aber auch normalen Parkhäusern vorkommenden Angsträume entstehen.
Darüber hinaus sind dadurch, dass nur der Bereich zur Abgabe und zur Entgegennahme der Fahrzeuge ebenerdig zugänglich ist, automatisierte Parkregallösungen behindertengerecht und sehr sicher. Auch die Gefahr von Überfällen und Sachschäden ist geringer. Die Geruchsbelästigung der Parkenden ist geringer, durch den Wegfall von Parkplatzsuchverkehr und Einparkvorgängen ist die Produktion von Abgasen geringer (bei 780 Stellplätzen bis zu 35 % weniger CO2, 44 % weniger Benzol).
Parkregale werden häufig als gestalterisches Element im Stadtkontext eingesetzt, so etwa die bekannten smart-Türme, bei denen allerdings weniger die Parkfunktion als die Funktion als prominente Ausstellungsfläche im Vordergrund steht. Oder auch die AutoTürme der Autostadt Wolfsburg, die weithin sichtbar das Gelände dominieren.
Nachteile von bisherigen Parkregalen sind die hohen Kosten bei relativ langen Taktzeiten pro Fahrzeug. Das nächste Fahrzeug kann erst abgegeben werden, wenn der Förderschlitten die Palette mit dem vorhergehenden Fahrzeug einsortiert hat und wieder am Eingangsbereich ist. Gleiches gilt für die Abholung von Fahrzeugen. Die langen Auslieferzeiten können gesenkt werden, wenn parallel mehrere Förderanlagen eingebaut sind, wodurch mehrere Ein- und Ausfahrten möglich sind. Entsprechend höher sind dabei aber die Kosten für die Fördertechnik und komplexer die Steuerlogik. Neueste Parking-Türme haben doppelte Fördersysteme.

## Derzeitige Situation

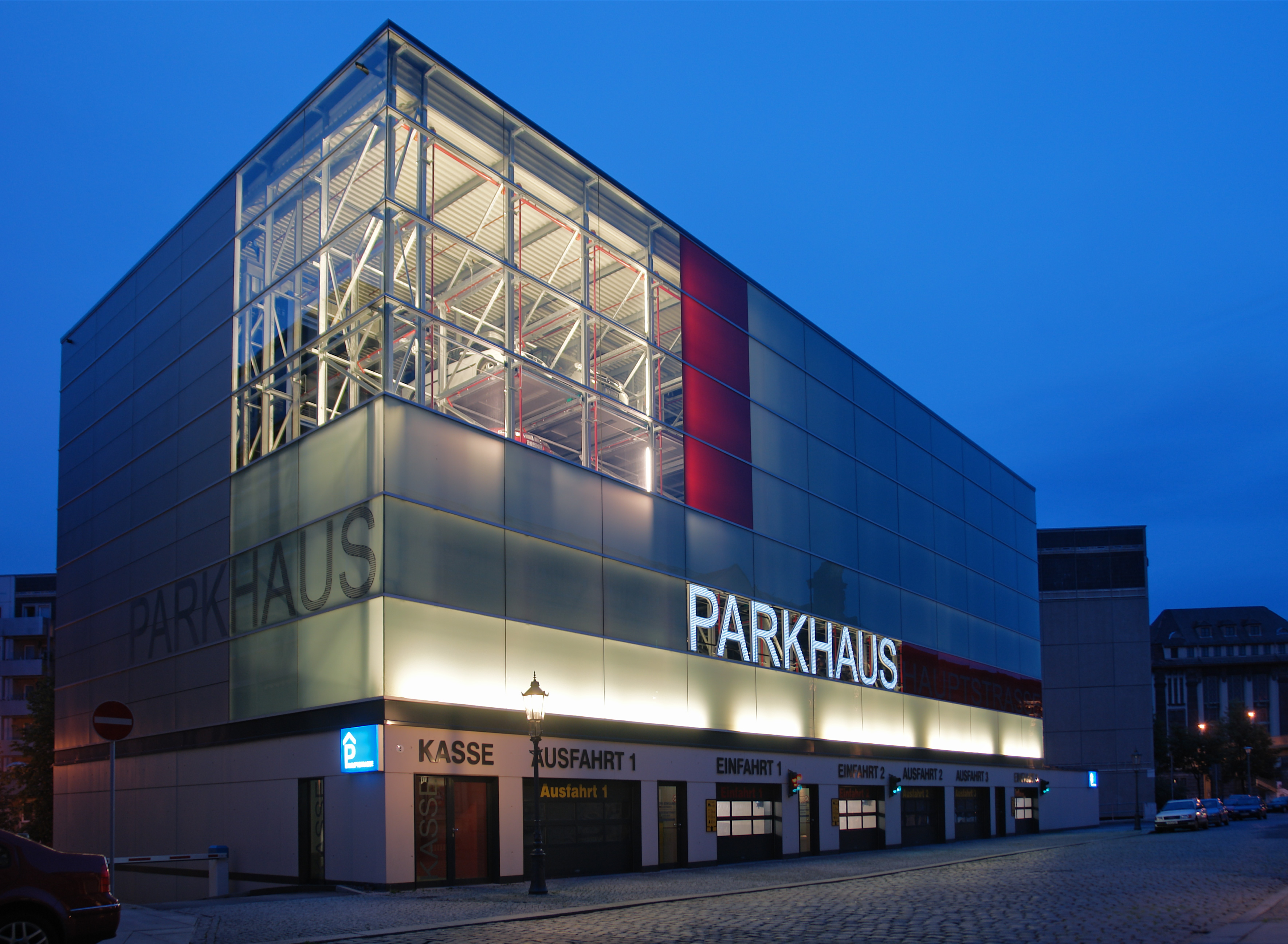
Automatisches Parkhaus in Dresden-Neustadt

Automatische Parksysteme gewinnen an Bedeutung. Man sieht in ihnen eine Chance, Parklösungen auf geringem Raum zu verwirklichen und damit die Dezentralisierung der Innenstädte zu verhindern. Vollautomatische Quartiersgaragen könnten die Parkplatznot in Wohnvierteln lindern.
In Japan sind automatische Parkhäuser – vor allem die Paternoster-Version – seit den 1980er Jahren zu finden.
In Zürich wurde 2001 an der Hallenstrasse im Seefeld-Quartier das „erste“ vollautomatische Parkhaus der Schweiz eröffnet. Aufgrund von technischen Problemen (das Ein- und Ausparken von Fahrzeugen dauerte deutlich länger als geplant, gelegentlich wurden Fahrzeuge nicht mehr freigegeben) war es jedoch nur sechs Wochen in Betrieb. Ende 2010 entschied die Stadt Zürich, das Parkhaus abzubrechen.
In Basel wurde in der Nähe der Heuwaage am 10. Mai 1958 das erste vollautomatische Parkhaus Europas eröffnet. Das Parkhaus wurde 1970 aus Rentabilitätsgründen wieder geschlossen.
In Schaffhausen ist zurzeit das einzige öffentliche automatische Parkhaus der Schweiz in Betrieb, das City Parking Schaffhausen. Dieses wurde 1958 erst als halbautomatische Anlage erstellt und 1997 in ein vollautomatisches Parkhaus umgerüstet.
Das zurzeit größte vollautomatisierte Parkhaus in Europa mit Platz für etwa 1000 PKW befindet sich im dänischen Aarhus.
Teils gibt es auch hochwertige vollautomatische Parksysteme mit denen die exklusiven Fahrzeuge direkt vor dem Penthouse geparkt werden.

## Anbieter von automatischen Parkhäusern
Der Trend bei automatischen Parkhäusern geht zu größeren Kapazitäten und vollständiger Automatisierung. Dies erfordert einen größeren Technologiesprung im Vergleich zu halb-automatischen Systemen. Gemäß "The Mechanical Parking Business Directory 2011" und "The Parking Network" gibt es eine begrenzte Anzahl an Anbietern, die über bedeutsame Erfahrung bei der Planung und Konstruktion von vollautomatischen Systemen mit größerer Kapazität verfügen:
| Anbieter | Land        |
| --- | ----------- |
| - Parkstory GmbH - KLAUS Multiparking GmbH - Lödige Industries Gruppe - PALIS global parking systems - Parking Technologies GmbH - Palis - Promstahl GmbH (Geschäftsfeld Parkhaussysteme = Moduloparking.com) - Saalfelder Hebezeugbau GmbH (SHB) - STOPA Anlagenbau GmbH (Geschäftsfeld Parkhaussysteme agiert unter dem Namen „stolzer“) - Swiss Park GmbH - Otto Nussbaum GmbH - Westfalia Logistics Solutions Europe GmbH & Co. KG - WÖHR Autoparksysteme GmbH | Deutschland |
| - 5BY2 - Autopark Parking Solutions | Niederlande |
| - Boomerang Systems Inc. - ParkPlus - Robotic Parking - Unitronics Systems Inc. | USA         |
| - Dong Yang - MP System Co. | Korea       |
| - Fuji Hensokuki | Japan       |
| - Guangzhou Golri Automatic Parking Co. - Qingdao Bortome Import & Export Co., Ltd - XJ Parking System Co. | China       |
| - Precision Automation & Robotics India Ltd. (PARI) | Indien      |
| - Skyline Parking | Schweiz     |
| - Trevipark | Italien     |